# روبرت كروزير
روبرت كروزير هو محامي وقاضي وسياسي أمريكي، ولد في 13 أكتوبر 1827 في كاديز في الولايات المتحدة، وتوفي في 2 أكتوبر 1895 في ليفنوورث في الولايات المتحدة. نشط حزبياً في الحزب الجمهوري. وقد انتخب عضو مجلس الشيوخ الأمريكي ‏ عن دائرة Kansas Class 2 senate seat ‏ وقد انضم خلال فترته النيابية ‏ (24 نوفمبر 1873 – 2 فبراير 1874) للكتلة البرلمانية الحزب الجمهوري وانتخب عضو مجلس الشيوخ الأمريكي ‏.